# Diocesi di Fushun
La diocesi di Fushun (in latino Dioecesis Fuscioenensis) è una sede della Chiesa cattolica in Cina suffraganea dell'arcidiocesi di Shenyang. Nel 1949 contava 10.000 battezzati su 6.250.000 abitanti. La sede è vacante.

## Territorio
La diocesi comprende parte della provincia cinese di Liaoning.
Sede vescovile è la città di Fushun, dove si trova la cattedrale di San Giuseppe.

## Storia
La prefettura apostolica di Fushun fu eretta il 4 febbraio 1932 con il breve Admonet Nos di papa Pio XI, ricavandone il territorio dal vicariato apostolico di Shenyang (oggi arcidiocesi).
Il 13 febbraio 1940 la prefettura apostolica fu elevata al rango di vicariato apostolico con la bolla Ad potioris dignitatis di papa Pio XII.
L'11 aprile 1946 il vicariato apostolico è stato elevato a diocesi con la bolla Quotidie Nos dello stesso papa Pio XII.
Nel 1981, con il ristabilimento della liceità dei culti in Cina, il governo cinese ha preteso di unificare, senza il consenso della Santa Sede, le diocesi di Fushun, Jinzhou e Yingkou con l'arcidiocesi di Shenyang, che al contempo ha assunto il nuovo nome di arcidiocesi di Liaoning.

## Cronotassi dei vescovi
Si omettono i periodi di sede vacante non superiori ai 2 anni o non storicamente accertati.
- Raymond Aloysius Lane, M.M. † (14 aprile 1932 - 7 agosto 1946 dimesso)[2]
  - Sede vacante

## Statistiche
La diocesi nel 1949 su una popolazione di 6.250.000 persone contava 10.000 battezzati, corrispondenti allo 0,2% del totale.
| anno | popolazione | popolazione | popolazione | presbiteri | presbiteri | presbiteri | presbiteri                | diaconi | religiosi | religiosi | parrocchie |
| anno | battezzati  | totale      | %           | numero     | secolari   | regolari   | battezzati per presbitero | diaconi | uomini    | donne     | parrocchie |
| ---- | ----------- | ----------- | ----------- | ---------- | ---------- | ---------- | ------------------------- | ------- | --------- | --------- | ---------- |
| 1949 | 10.000      | 6.250.000   | 0,2         | 8          | 8          |            | 1.250                     |         |           | 16        | 17         |